# Nílton Santos
Nílton Santos, Nílton Reis dos Santos (Rio de Janeiro, 1925. május 16. – Rio de Janeiro, 2013. november 27.) kétszeres világbajnok brazil labdarúgó, hátvéd.

## Pályafutása

### Klubcsapatban
A Botafogo csapatában kezdte a labdarúgást. 1948-ban mutatkozott be a felnőtt csapatban. Egész pályafutása alatt csak itt játszott. 1964-ben fejezte be az aktív labdarúgást. Összesen 723 bajnoki mérkőzésen szerepelt és 11 gólt szerzett.

### A válogatottban
1949 és 1962 között 75 alkalommal szerepelt a brazil válogatottban és három gólt szerzett. Négy világbajnokságon vett részt 1950 és 1962 között. Tagja volt az 1958-as és 1962-es világbajnok csapatnak.

## Sikerei, díjai
- Világbajnokság
  - világbajnok: 1958, 1962
  - ezüstérmes: 1950[3]